# یوسف ایمان‌اف
یوسف ایمان‌اف (انگلیسی: Yusif Imanov؛ زادهٔ ۲۷ سپتامبر ۲۰۰۲) بازیکن فوتبال اهل جمهوری آذربایجان است.